# Ausdrucksbewegung
Als Ausdrucksbewegung bezeichnet man in der Ausdruckspsychologie jenen Varianzanteil einer organismischen Bewegung, welcher nicht zweckhaft ist. Die Ausdrucksbewegung ist reine Begleiterscheinung einer psychischen Befindlichkeit und wird auch gezeigt, wenn niemand zugegen ist, der sie wahrnehmen oder interpretieren könnte.
Hierunter fallen alle genetisch vererbten Mienen, die sich innerhalb eines Gesichtsausdruckes beispielsweise von zweckhaften Kaubewegungen oder Sprechbewegungen unterscheiden lassen (siehe auch Zweckbewegung).
Die Ausdrucksbewegung ist nicht Teil der nonverbalen Kommunikation, da kommunikative Bewegungen ebenfalls zweckhaft sind. Sie dienen dem Zweck der Kommunikation.
Beispiel:
Im Gesichtsausdruck einer sprechenden Person zeigt sich eine lächelnde Miene. Sie spricht währenddessen weiter. Als Ausdrucksbewegung wird jener Varianzanteil des sich zeitlich verändernden Musters bezeichnet, der auf das Lächeln zurückgeht. Die übrigen Anteile stellen ausdruckstragende Zweckbewegungen dar.